# Ореше (община Чашка)
 Тази статия е за селото във Велешко, Северна Македония.  За селото в България вижте Ореше.  
Ореше (изписване до 1945 година: Орѣше; на македонска литературна норма: Ореше) е село в Северна Македония, част от община Чашка. На около 3,5 километра от селото се намира Орешечкият манастир „Свети Георги“.

## География
Ореше е разположено в най-северните части на областта Азот в източното подножие на Даутица.

## История
Ореше заедно със съседното село Папрадище е мияшко село, заселено от мияци от реканските села Росоки, Лазарополе и Могорче, които забягват тук от честите албански разбойнически нападения към края на XVII и началото на XVIII век. В „Етнография на вилаетите Адрианопол, Монастир и Салоника“, издадена в Константинопол в 1878 година и отразяваща статистиката на населението от 1873 година, Ореше (Oréché) е посочено като село с 40 домакинства със 188 жители българи.
В Ореше работи майстор Станко Цветков.
Според статистиката на Васил Кънчов („Македония. Етнография и статистика“) в края на XIX век Орѣше има 460 жители българи християни.
Жителите му в началото на века са под върховенството на Българската екзархия - според статистиката на секретаря на Екзархията Димитър Мишев („La Macédoine et sa Population Chrétienne“) в 1905 година в Ореше (Orеché) живеят 584 българи екзархисти. Според секретен доклад на българското консулство в Скопие 73 от 102 къщи в селото през 1906 година под натиска на сръбската пропаганда в Македония признават Цариградската патриаршия, но след Младотурската революция от 1908 година се връщат към Българската екзархия.
При избухването на Балканската война в 1912 година 23 души от Ореше са доброволци в Македоно-одринското опълчение.
След Междусъюзническата война в 1913 година селото попада в Сърбия.
Бежанци от Папрадище и Ореше основават през 1923 година в София Миячкото Папрадишко–Орешко благотворително братство.
На етническата си карта от 1927 година Леонард Шулце Йена показва Ореше (Orеšе) като наскоро посърбено българско село.
На етническата си карта на Северозападна Македония в 1929 година Афанасий Селишчев отбелязва Ореше като българско село.
Според преброяване от 2002 година в Ореше има 218 жители, всички северномакедонци.
В селото има манастир „Свети Георги“, обновен в 2004 година. Селската църква „Успение на Пресвета Богородица“ е обновена в 1968 година и изписана от Миле и Йован Мацеви от Прилеп.

## Личности
Родени в Ореше
- Алексо Кюлявков, кмет на Кюстандил
- Андрей Стоянов (? – 1906), български революционер от ВМОРО
- Божко Каров (? – 26 януари 1913), опълченец от Македоно-одринското опълчение, Трета рота на Четвърта битолска дружина, убит през Балканската война на 26 януари 1913 година[11]
- Велко Манов (1883 – 1905), български революционер от ВМОРО
- Димчо Кузманов, български революционер, войвода на селската чета на Ореше в 1905 година, с която се сражава с чети на сръбската пропаганда[12]
- Павел Кюлявков (1865 – 1940), български общественик

Починали в Ореше
- Андрей Стоянов (? – 1906), български революционер от ВМОРО
- Дядо Иван Опълченеца (? – 1905), български революционер от ВМОРО, четник при Панчо Константинов[13]
- Насте Охридянчето (? – 1905), български революционер от ВМОРО, четник при Иван Наумов Алябака[14]
- Павле Кюлафковски (1865 – 1940), ранен македонист

Други
- Крум Кюлявков (1893 - 1955), български писател, по произход от Ореше, автор на стихотворението за селото „Ореше“[15]

## Външни Препратки
- „Устав на Миячко Папрадишко–Орешко Културно Благотворително Д-во“, София, 1923 година, София, 1923 година